# Rhaphidophora corneri
Rhaphidophora corneri är en kallaväxtart som beskrevs av Peter Charles Boyce. Rhaphidophora corneri ingår i släktet Rhaphidophora och familjen kallaväxter. Inga underarter finns listade.